# Bugak Krueng
Bugak Krueng is een bestuurslaag in het regentschap Bireuen van de provincie Atjeh, Indonesië. Bugak Krueng telt 814 inwoners (volkstelling 2010).